# Miguel Heidemann
Miguel Heidemann (Tréveris, 27 de janeiro de 1998) é um desportista alemão que compete no ciclismo na modalidade de rota.
Ganhou duas medalhas no Campeonato Europeu de Ciclismo em Estrada, ouro em 2020 e prata em 2021, ambas na prova de contrarrelógio por relevos mistos.

## Medalheiro internacional
| Campeonato Europeu | Campeonato Europeu | Campeonato Europeu | Campeonato Europeu                |
| Ano                | Lugar              | Medalha            | Competição                        |
| ------------------ | ------------------ | ------------------ | --------------------------------- |
| 2020               | Plouay ( França)   | Medalha de ouro    | Contrarrelógio por relevos mistos |
| 2021               | Trento ( Itália)   | Medalha de prata   | Contrarrelógio por relevos mistos |

## Palmarés
- 2021
  - 2.º no Campeonato da Alemanha Contrarrelógio